# Александар Балабанов
Александар Балабанов (болг. Александър Балабанов; нар. 18 січня 1879, Штип — пом. 30 листопада 1955, Софія — відомий болгарський літературний критик, перекладач, професор Софійського університету Святого Климента Охридського і член Македонського наукового інституту.

## Біографія
Народився в 1879 в Штип, його батько був вірменином, а мати — болгаркою. Середню освіту здобув у Софії, а вищу в у Німеччині. Був викладачем та засновником кафедри класичної філології Софійського університету Святого Климента Охридського. Перекладав класичні твори з давньогрецької та латинської мов, включаючи частини «Іліади» та «Одіссеї». Він також є одним із найвідоміших перекладачів Фауста (Гете).

## Галерея

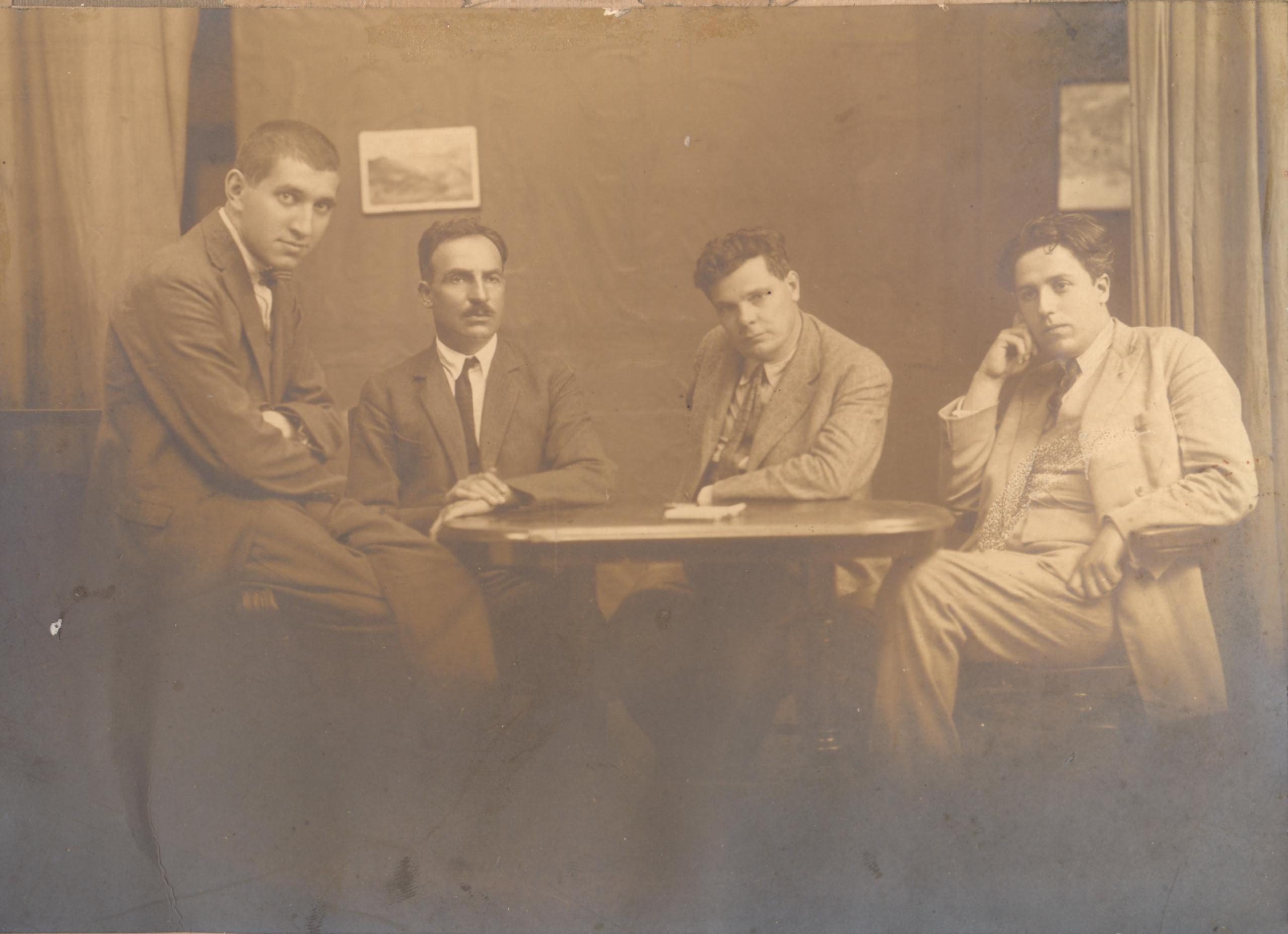
Тодор Боров, Елин Пелин, Александар Балабанов, Димитар Митов (критик)
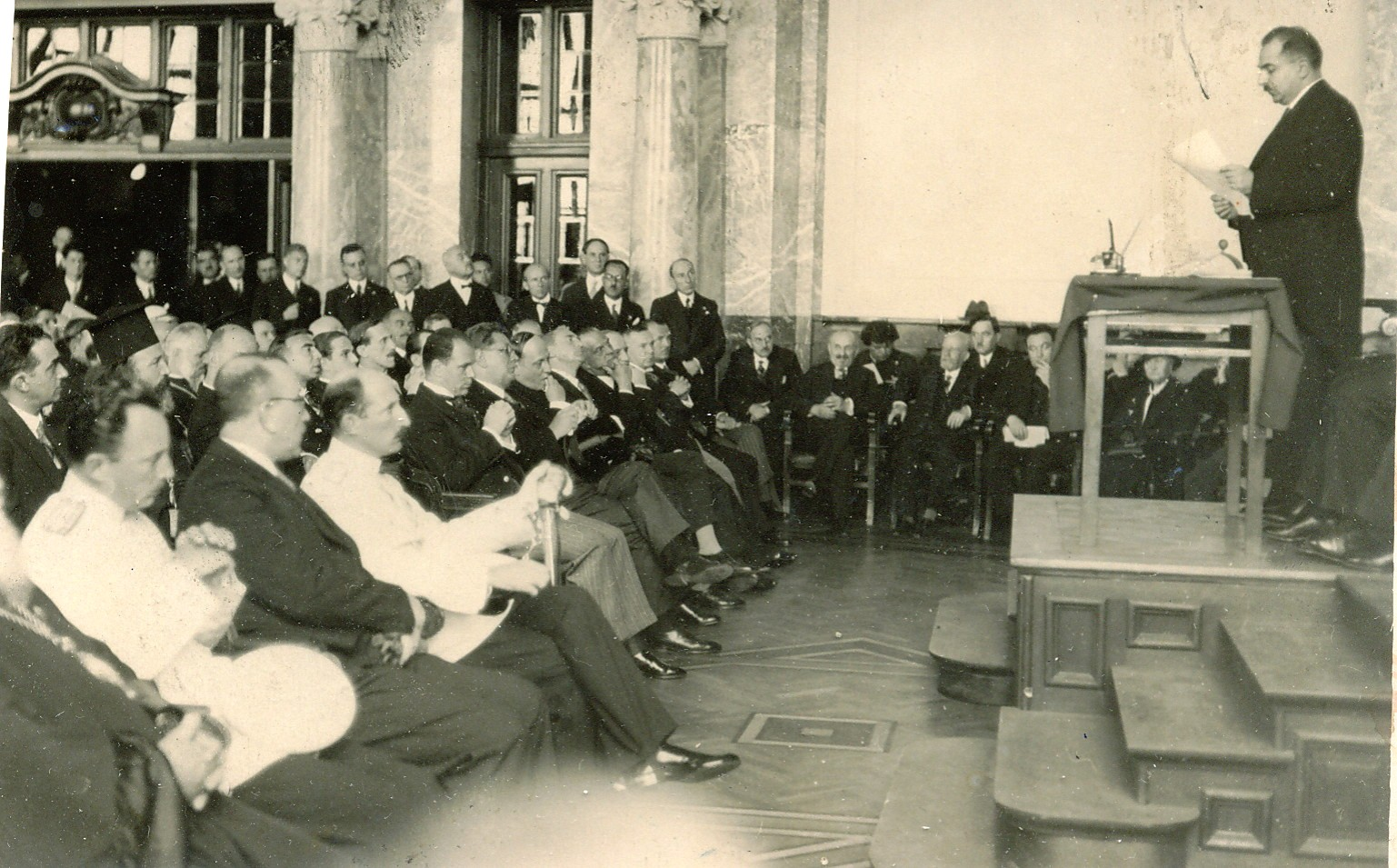
Відкриття IV Міжнародного конгресу. Внизу - професор Александар Балабанов